# Минская волость
Минская волость — административно-территориальная единица Российской империи в составе Ногайской дороги Златоустовского уезда Уфимской губернии.
По просьбе самих башкир по грамоте царя Алексея Михайловича от 15 августа 7154-го (1646 г.) Минскую волость разделили на 11 частей. Тюбы (подразделение волости) возглавили: 1) Тепергул Асанов «с товарищи», 2) Уразлы Урманов, 3) Аимбет, Бакий, Баимбет Теренгуловы, 4) Кумары Курясмаков, Кельтей Узряк, 5) Сихамбет, 6) Ахымбет Тепергулов, 7) Токомчик Супин, 8) Токымбет Теренгулов, 9) Кадыргул Бакаев, 10) Акымбет, 11) Кулка, Бакай Надыргуловы.
| Башкиры ногайской дороги |                           |
| Волость                  | тюбы (варианты написания) |
| Минская в ней 477 дворов | 1. Чубинский              |
| Минская в ней 477 дворов | 2. Кыркулинский           |
| Минская в ней 477 дворов | 3. Яиксубянский           |
| Минская в ней 477 дворов | 4. Кули Минский           |
| Минская в ней 477 дворов | 5. Слы Минский            |
| Минская в ней 477 дворов | 6. Нагай Ларминский       |
| Минская в ней 477 дворов | 7. Миркитский             |
| Минская в ней 477 дворов | 8. Уршек Минский          |
| Минская в ней 477 дворов | 9. Илькей Минский         |
| Минская в ней 477 дворов | 10. Саралинский           |
| Минская в ней 477 дворов | 11. Кубовский             |
| Минская в ней 477 дворов | 12. Ик минский            |

В разделе общей вотчины участвовали 4 сына главы Минской волости князя Канзафара; старший Козябахты, Дистан, Кудабахты, князь Кадаш и 4 сына Чуплюка: Яик-Субы, Кадыр-Субы, Минли-Субы и Идиль Субы, а также Уразлы Урманов, Мамбеткул Теникеев и Аккунды Акманов.

## Описание тюб волости
11 человек разделили данного им от великого государя жалованную землю таким образом; Козябахты взял с Узяйского (в опубликованном тексте — Салузянского) устья вниз до Уршаку реки, до устья (Уршака.) и по обе стороны Уршаку степьми и лесом до Месели речки с вершины и до устья с мелкими речками. Дистан взял по Деме реке с Чекраклынского устья вверх до Ярышского устья по Деме реке по обе стороны, а которые впали в Уршак реку, в мелкие речки не вступать. Кудабахты взял по Деме реке от Чекраклынского устья на низ до реки Белой по обе стороны Деми реки. Кадаш взял от Кузянского устья вверх по Уршаку реке до Бюрлюкыезского устья по обе стороны с лесом и с степью, а которые впали в Дему реку, в мелкие речки не вступать. Да ещё по Узеке (Узень) реке до Каменного броду между дву лесов, до Кундезли озера до Ургазиха, ещё с Ургазы прямо до Ярыклы озера до Бюрлюкольских вершин с колками и перелесками. Чюплюков сын Яик-Субы взял от Ярыжского устья по Деме реке по обе стороны с вышеписанного Ярыжского устья до Баштирякского устья, а до Уршаку реки дела нет. Кадыр-Субы взял от Каршинского (Каргинского) устья по обе стороны. Идель-Субы и Минли-Субы взяли с Кармасанского (Кармалинского?) устья Белой реки по обе стороны. Уразлы Урманов и Мамбеткул Теникеев взяли по Деме реке с Биштирякского устья вверх до Чирашанского (Сиремисского ?) устья по обе стороны с лесом и степью. Аккунда Акманов взял с Терсягазинских (Турсагалинских) вершин и до устья прямо со Ургазы с Кундузлинским озером про между дву лесов до Узянского каменного броду и которые впали в Белую реку с мелкими речками, а впадающие в Уршак реку мелкие речки не вступать. Минли-Субы и Идель-Субы ещё взяли с Чирашанского устья вверх до вершины Демы реки по обе стороны с лесами и с степьми. Ещё Кудабахты взял по реке Белой на Нагорной стороне до муилового леса по Курку (Дему) вниз. Уразлы Урманов, Мамбеткул Теникеев взяли по Уфе реке на луговой стороне по Юрмашу и Таушу речками, Кадаш князь взял с Уфимского устья вниз по Белой до Кармасанова устья по обе стороны с лесом и степью. Аккунда Акманов взял реку Уршак с вершины с лесом муилом, Яик-Субы взял лес Осов (Асав)
.

## Название тюб Минской волости
Со временем каждая тюба получила своё название, сохранившееся частично до административной реформы 1866 г., и даже до 1930 г. (например, Меркитминская, Уршакминская).
По Уфимскому уезду: участок земли, полученный Кузябахты, его род назывался Минской волостью; 2-й род и участок Дистана (предок башкир д. Каркалей и соседних с ней деревень) — Сара(й)ли-Минской; 3-й род Кудабахты, его земли — Чуби(Субы)-Минской; 4-й род Кадаша — Уршак-Минской.
По Стерлитамакскому уезду: 5-й род Яик-Субы — Яик — Суби — Минской; 6-й род Кадыр-Субы — Бегеняш-Минской, 7-й род Идель-Субы — Слю-Минской; 11-й род Аккунды Акманова — Меркит-Минской.